# El héroe perdido
El héroe perdido (título original en inglés: The Lost Hero) es una novela de fantasía y aventuras, escrita por Rick Riordan y basada en la mitología griega y romana. Es el primer libro de la saga Los héroes del Olimpo, la próxima serie sobre el campamento mestizo. Es precedido por la saga de Percy Jackson y los dioses del Olimpo, que se centra básicamente en la mitología griega. El libro recibió críticas en general positivas y ganó el Mejor Libro Barnes & Noble de 2010, además de entrar en cinco listas de «best sellers», sin incluir las listas de éxito de Reino Unido. El libro es el primero dentro del universo de Percy Jackson que usa el nuevo estilo de escritura de Riordan, narración en tercera persona donde el punto de vista cambia entre los personajes principales: Jason, Piper y Leo.
Se publicó en España en primavera de 2013 por la editorial Montena, la cual también publica otras series de Rick Riordan, pero no la de Los dioses del Olimpo, que fue editada por Salamandra.

## Sinopsis

### Profecía
El Oráculo de Delfos le dijo a Jason:
Hijo del Rayo, de la tierra guárdate.

La venganza de los gigantes a los siete verá nacer.

La fragua y la paloma romperán la celda.

Y la muerte se desatará con la ira de Hera.

### Argumento
Un adolescente llamado Jason se despierta en un autobús escolar sin recordar nada de su pasado, incluyendo cualquier cosa acerca de quién es. Se encuentra sentado junto a Piper McLean, su aparente novia, y un chico, Leo Valdez, el mejor amigo aparente de Jason en una excursión al Gran Cañón. Mientras están allí, los espíritus de la tormenta atacan a los tres y a su maestro supervisor, el Entrenador Gleeson Hedge, quien revelando ser un sátiro, ayuda a combatir a los espíritus de la tormenta, aunque acaba siendo capturado por ellos. Mientras tanto, Jason sorprende a todos, incluso a sí mismo, usando una espada disfrazada de moneda para luchar contra los espíritus. Al final de la batalla, un carro volador tirado por dos pegasos aterriza junto a ellos llevando a dos personas; Annabeth y un chico llamado Butch. Annabeth vino al Cañón debido a una visión de Hera, diciéndole que buscara al "chico con el zapato perdido", que se refiere a Jason, que ha perdido un zapato, enfureciendo a Annabeth que creía que ese muchacho era su novio desaparecido, Percy.
A Jason, Piper y Leo se les dice que son semidioses y son llevados de vuelta al Campamento Mestizo donde se encuentran con otros hijos semidioses como ellos. Allí, Leo es revelado como un hijo de Hefesto, Piper como una hija de Afrodita y Jason como un hijo de Zeus, aunque Hera le dice que él es su campeón. Jason descubre más adelante que él es el hermano de la hija semidiosa de Zeus Thalia Grace, que es Cazadora de Artemisa. Poco después de llegar al campamento, reciben una búsqueda para rescatar a Hera, quien ha sido capturada.
Los tres amigos partieron en la parte posterior de un dragón robótico gigante que Leo había encontrado en el bosque llamado Festo (Latín para feliz) en una búsqueda a través de país para salvar a Hera y al padre de Piper de Encélado. Sus enemigos están bajo las órdenes de la diosa Gaia para despertarla y derrocar a los dioses del Olimpo. En su camino, Jason, Piper y Leo encuentran muchos enemigos que logran frustrar, incluyendo a Bóreas en Quebec, un trío de cíclopes en Detroit, Medea en Chicago, el Rey Midas, un grupo de hombres lobo conducidos por Licaón en una cueva, y Eolo en su castillo. Mientras va hacia Eolo, el trío se encuentra con Thalia y las Cazadoras, quienes han estado buscando a Percy, lo que lleva a que Thalia y Jason se reúnan por primera vez desde que Jason tenía dos años.
Al llegar al castillo de Eolo, Jason, Leo y Piper se separan de Thalia, que promete reunirse con ellos en la Casa del Lobo. Después de que Afrodita hable con Piper en su sueño, el trío y Hedge se encuentran en San Francisco, y luego van al Monte Diablo para luchar contra el gigante Encélado, que tiene secuestrado al padre de Piper. Durante la pelea que ocurre, logran salvar al padre de Piper y matar al gigante, aunque el arma de Jason se rompe mientras lo hace. Después de salvar al padre de Piper, Piper le da una poción de la tienda de Medea que borra todos los recuerdos del secuestro y de la pelea de después. Después de asegurarse de que el papá de Piper está a salvo, el trío se apresuró a la Casa del Lobo, el último lugar donde Thalia vio a Jason, para liberar a Hera.
Al final los héroes y sus nuevos amigos, las Cazadoras de Artemisa, logran salvar a Hera, cuya fuerza vital divina estaba siendo utilizada para alzar al rey de los gigantes, Porfirión. Temporalmente paralizan los planes de Gaia, pero no pudieron destruir completamente a los seres antiguos, y tendrán que enfrentarse a ellos de nuevo. Con una parte de su memoria regresó, Jason recuerda que es un héroe de una contraparte romana de Campamento Mestizo, cerca de San Francisco, California, y el hijo de Júpiter, el aspecto romano de Zeus. Concluye que Hera, también conocida como Juno Moneta, lo ha cambiado con el héroe griego Percy Jackson, que estará en el campamento de los romanos sin recuerdo alguno de su vida anterior. El Campamento Mestizo y el Campamento Júpiter siempre tuvieron una rivalidad despiadada; cada vez que entraban en contacto, las cosas definitivamente no terminaban bien. Jason y Percy habían sido enviados como representantes a los campamentos de los demás, para que los campamentos pudieran unirse para luchar contra los gigantes y derrotar a la diosa Gaia.

## Cumplimiento de la profecía
- "Hijo del Rayo, de la tierra guárdate.": Jason, un hijo de Júpiter/Zeus, debe tener cuidado con Gaia (la diosa de la tierra) despertando de su sueño.
- "La venganza de los gigantes a los siete verá nacer.": Los hijos de Gaia (gigantes) se están levantando para vengarse de los dioses. Esto reunirá a los siete semidioses.
- "La fragua y la paloma romperán la celda.": La fragua, un hijo de Hefesto (Leo). y la paloma, una hija de Afrodita (Piper), liberan a Hera de su prisión.
- "Y la muerte se desatará con la ira de Hera.": Todos los monstruos de la Casa del Lobo (excepto Porfirión, que escapó antes) fueron asesinados (y Jason casi también) cuando Hera mostró su forma divina.

## Desarrollo y promoción
Tras darse cuenta de que había dejado muchos mitos griegos y romanos intactos en la exitosa serie original, Rick comenzó a escribir una segunda serie, usando como inspiración las experiencias que había tenido viendo películas y vídeos, o jugando juegos de roles tales como Scion y World of Warcraft con sus hijos. Después de crear la trama principal, Riordan inventó tres personajes principales y novedosos - Piper, Jason y Leo - pero continuó usando los personajes anteriores como Annabeth y Grover de forma secundaria. A diferencia de Percy Jackson y los Dioses del Olimpo, serie en la que se utiliza solamente la narración en primera persona desde la perspectiva de Percy Jackson, la segunda saga está narrada en tercera persona, con un punto de vista alterno entre los personajes principales (Piper, Jason y Leo). Rick creó estos personajes y la narración al principio de EL Héroe Perdido, aunque no sabía como iban a reaccionar los fanes, más tarde descubrió que estos disfrutaban del nuevo formato, ya que les permitía saber más sobre los personajes.
La novela tiene lugar el 13 de octubre de 2011, un par de meses después de los acontecimientos en El último héroe del Olimpo, que concluyó en agosto. Esta continuidad con la anterior saga permite, que los personajes anteriores sean incluidos y los lectores no se confundan o pierdan. Riordan dice: "Fue mi manera de hacerles volver a ese mundo con un giro distinto, pero también para que se pongan al día con Annabeth, Percy y el resto de la pandilla". También Rick decidió añadir los dioses Romanos, después de que muchos lectores le pidieron escribir una nueva serie con estos, que son básicamente dioses griegos con unas pocas diferencias. Pensó en el aspecto que tendrían los dioses Romanos después de mudarse de Grecia a Roma a América "Jugando con esa idea tuve la idea para la nueva serie".

## Personajes
Artículo Principal: Personajes de Percy Jackson
Personajes principales:
- Jason Grace: Un semidiós hijo de Júpiter. Jason sufre amnesia al principio del libro y se inclina para llamar a los dioses por sus nombres romanos. Es dueño de una moneda que se convierte en una lanza o una espada, dependiendo de cara o cruz. Él tiene 15 años y es hermano menor de Thalia Grace, aunque Thalia nació bajo el aspecto griego de Zeus, mientras que Jason nació bajo el aspecto romano de Júpiter. Él abriga sentimientos por Piper McLean, pero al final del libro, se hace alusión que él estaba involucrado sentimentalmente con alguien del Campamento Romano.

- Piper McLean: Una hija semidiosa de Afrodita y Tristán McLean, una estrella de cine Cheeroke. Ella es la exnovia de Jason Grace y tiene un puñal llamado Katoptris, anteriormente ejercido por Helena de Troya. También tiene el raro don de embrujahablar, la capacidad de convencer a las personas de hacer lo que ella diga. Tiene 15 años y sus ojos cambian de color de verde a marrón a azul. Tiene el cabello encrespado, irregular y marrón que ella misma se corta, se niega a hacer lo que le ordenen.

- Leo Valdez: Un hijo semidiós de Hefesto y Esperanza Valdez. Leo dice ser el mejor amigo de Jason al principio del libro, y aunque eso era un truco de la niebla, él y Jason llegan a ser buenos amigos ya que se llegan a conocer unos a otros en la búsqueda. Tiene un cinturón de herramientas mágico que produce cualquier herramienta que solicite y que se pueda encontrar en un taller mecánico promedio. Igual puede crear fuego de la nada, una rara habilidad que a veces se da a los niños de Hefesto, el también podía usar el código MORSE que le servía para comunicarse con otras personas o incluso con su dragón. Él estaba enamorado de Quíone, la diosa de la nieve, y de Thalia Grace, la hermana mayor de Jason entre otras.

- Festo:un dragón de bronce, hierro u otros materiales de más de 15 toneladas que anteriormente era cazado por la cabaña 9 o sea los hijos de hefesto o vulcano pero después Leo Valdez lo encontró y se enteró de que solo se tenía que reparar algunos engranajes. a mitad de historia festo sufre un accidente dejando solo su cabeza la cual después sería utilizada para construir un barco volador que Leo dibujo a los cinco años y que también sería utilizado para viajar al campamento romano.

- Gleeson Hedge: Un sátiro que fue asignado para vigilar a dos semidioses, Piper y Leo, y que de repente tiene que custodiar a Jason, un tercero. Es llevado cautivo después de salvar la vida de Leo dos veces. Gleeson se menciona por primera vez en El último héroe del Olimpo en una carta a Grover Underwood.

Personajes secundarios:
- Annabeth Chase: Una hija semidiosa hija de Atenea y Frederick Chase. Mejor amiga de Percy Jackson y su actual novia, Percy ha desaparecido por tres días y Annabeth lo busca con desesperación; se hace amiga de Jason, Piper y Leo. Los ayuda a prepararse para su aventura.
- Quirón: Un centauro y encargado de actividades en el Campamento Mestizo.
- Rachel Elizabeth Dare: Una mortal que alberga el espíritu del Oráculo de Delfos. Amiga de Percy Jackson y Annabeth Chase. Ella recitó la "Profecía de los Siete". Es poseída por Hera para entregarle un mensaje a Piper.
- Encélado':' Un gigante hijo de Gaia y Tártaro, creado para luchar contra Atenea. Captura al padre de Piper, para así manipular a su hija y atraer a Jason y Leo a su cueva. Es asesinado por Jason y un rayo de Zeus.
- Quíone: La diosa de la nieve e hija de Bóreas. Trabaja para Gaia y envía a Licaón para que asesine a Jason, Piper, Leo y el entrenador Hedge. Quíone fue la responsable de que el Olimpo cerrara sus puertas, ya que usó sus poderes para convencer a Zeus de que el contacto de los dioses con el mundo mortal estaba despertando a Gaia. Finalmente, en la Casa del Lobo, se convierte en nieve y es derretida por Leo.